# Melipotis terminifera
Melipotis terminifera là một loài bướm đêm trong họ Erebidae.